# Sấm

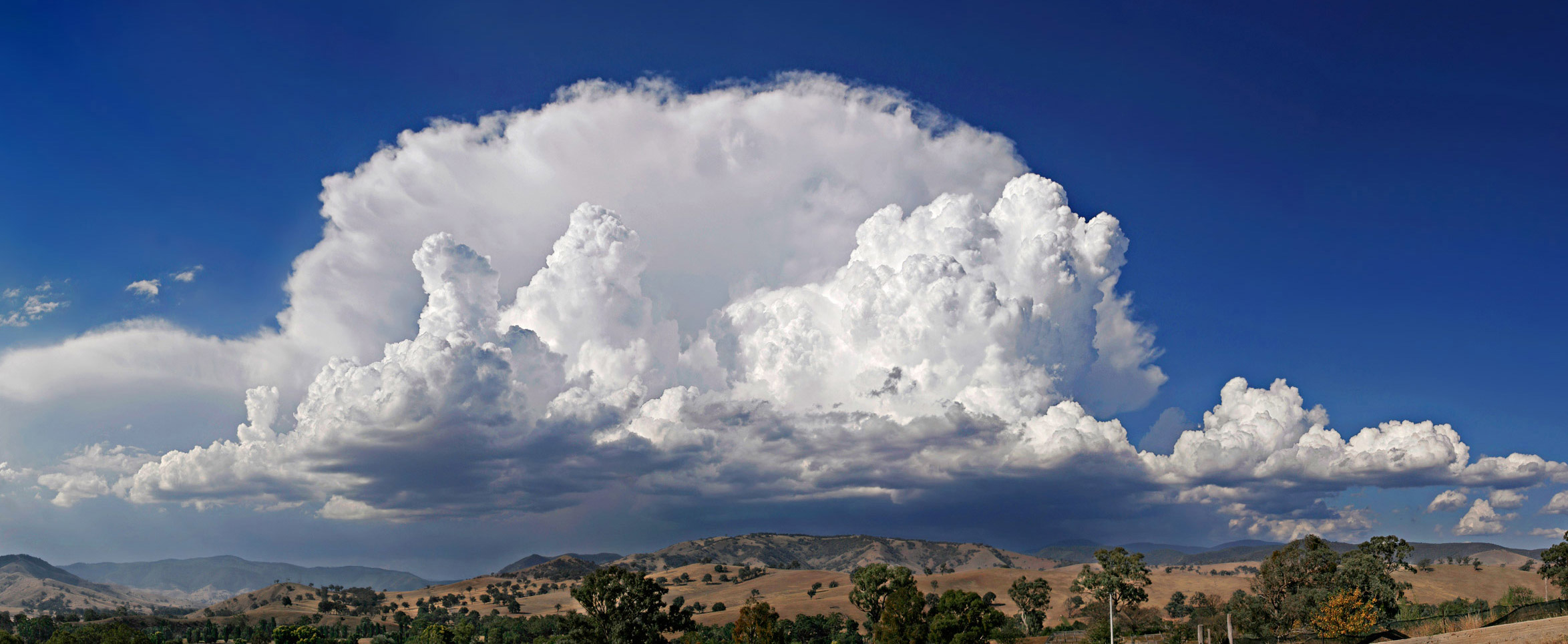
Mây vũ tích là loại mây hình thành ra dông sét.

Sấm hay sấm sét là âm thanh gây ra bởi tia sét và là một hiện tượng thiên nhiên. Tùy thuộc vào khoảng cách và bản chất của những tia chớp, âm thanh sấm nghe được có thể vào dạng một tiếng nổ lớn đột ngột cho tới một tràng âm trầm kéo dài. Sự tăng đột ngột của áp suất và nhiệt độ từ sét gây ra sự giãn nở tức thì trong không khí, và sự giãn nở này tạo ra một sóng xung kích âm thanh, chính là hiện tượng thường được gọi là "tiếng sấm đùng đùng". Âm thanh sấm đến nơi người quan sát sau ánh sáng của tia chớp lóe lên. Ngành khoa học nghiên cứu về sấm được gọi là brontology.

## Nguyên nhân
Nguyên nhân của sấm sét trong hàng thế kỷ đã là một chủ đề đáng để suy đoán và truy vấn khoa học. Thời thượng cổ người ta cho rằng nó được gây ra bởi thần thánh, nhưng tới thời Hy Lạp cổ các triết gia đã bắt đầu giải thích rằng nó có nguyên nhân tự nhiên, ví dụ như nó là tiếng động khi gió va chạm vào các đám mây (Anaximander, Aristotle), hay là chuyển động mạnh của không khí bên trong những đám mây (Democritus). Triết gia La Mã Lucretius lại có quan điểm đấy là âm thanh của mưa đá va chạm trong các đám mây.
Đến giữa thế kỷ 19, lý thuyết được chấp nhận phổ biến thời bấy giờ là tia sét tạo ra một môi trường chân không, sự sụp đổ của chân không này tạo ra tiếng sấm.

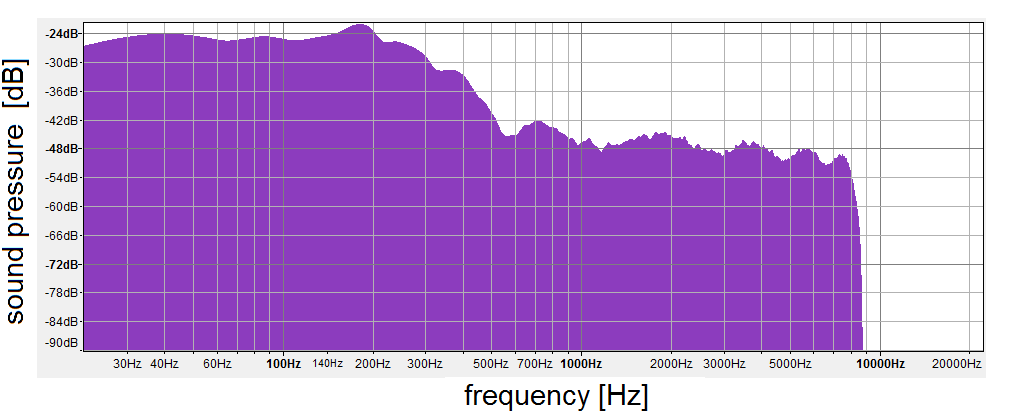
Biểu đồ phổ áp suất âm theo tần số của tiếng sấm

Vào thế kỷ 20 mới bắt đầu có quan điểm được đồng thuận rằng sấm phải được bắt đầu từ sóng xung kích trong không khí. Do sét là sự phóng điện hay sự di chuyển cực nhanh của các điện tử ma sát vào không khí làm nó trở nên cực nóng có thể hình thành plasma giãn nở trong kênh sét. Nhiệt độ plasma bên trong kênh sét, đo được bằng phép phân tích quang phổ, biến thiên trong thời gian tồn tại chỉ 50 μs của kênh, ban đầu tăng mạnh từ nhiệt độ ban đầu khoảng 20.000 K lên tới 30.000 K, rồi cuối cùng giảm dần đi xuống còn 10.000 K. Trung bình nhiệt độ vào khoảng 20.400 K (20.100 °C; 36.300 °F). Theo thuyết động học thì không khí sẽ bị giãn nở rất mạnh do nhiệt độ và áp suất tăng cao một cách quá nhanh và đột ngột, nó sẽ tác động vào không khí mát hơn ở xung quanh tia sét với tốc độ nhanh hơn tốc độ âm thanh truyền đi. Xung được tạo ra di chuyển ra ngoài xung quanh được gọi là một sóng xung kích, tương tự như sóng xung kích từ một vụ nổ hay phía trước một máy bay siêu thanh, nó lan rộng kèm theo tiếng động. Ở gần nguồn phát là tia sét, mức cường độ âm của sấm vào cỡ 120 dB còn mức áp suất âm thường đạt tới ngưỡng 165-180 dB, nhưng có thể vượt quá 200 dB trong một số trường hợp.
Vì có rất nhiều sóng chấn động được tạo ra liên tiếp nhau khi sét hình thành do có rất nhiều tia sét trên cùng một đường đi nên nó không chỉ có một tiếng mà rền vang trong một khoảng thời gian tùy theo chiều dài của sét và khoảng cách đến người nghe nó. Các đặc tính của sấm rất phức tạp tùy theo yếu tố hình học của sét như chiều dài, có bao nhiêu nhánh, có bao nhiêu các vệt sét trên cùng một đường đi và độ vọng âm thanh từ mặt đất. Các nghiên cứu thực nghiệm mô phỏng sét đã cho kết quả phần lớn phù hợp với mô hình này, mặc dù vẫn còn tranh luận về cơ chế vật lý chính xác của quá trình. Một số nguyên nhân khác đã được đề xuất, dựa trên hiệu ứng điện động lực học của dòng điện rất lớn tác động lên plasma trong tia sét.

## Hậu quả
Sóng xung kích sấm là đủ mạnh để gây tổn hại đến tài sản và thương tích, chẳng hạn như gây bầm tím dưới da cho người đứng ở gần tia sét. Sấm có thể gây thủng màng nhĩ của người đứng xung quanh, dẫn đến thính giác bị suy giảm vĩnh viễn. Thậm chí nếu không thủng màng nhĩ, sấm vẫn có thể làm người bị điếc tạm thời.

## Nhận thức và tính toán khoảng cách

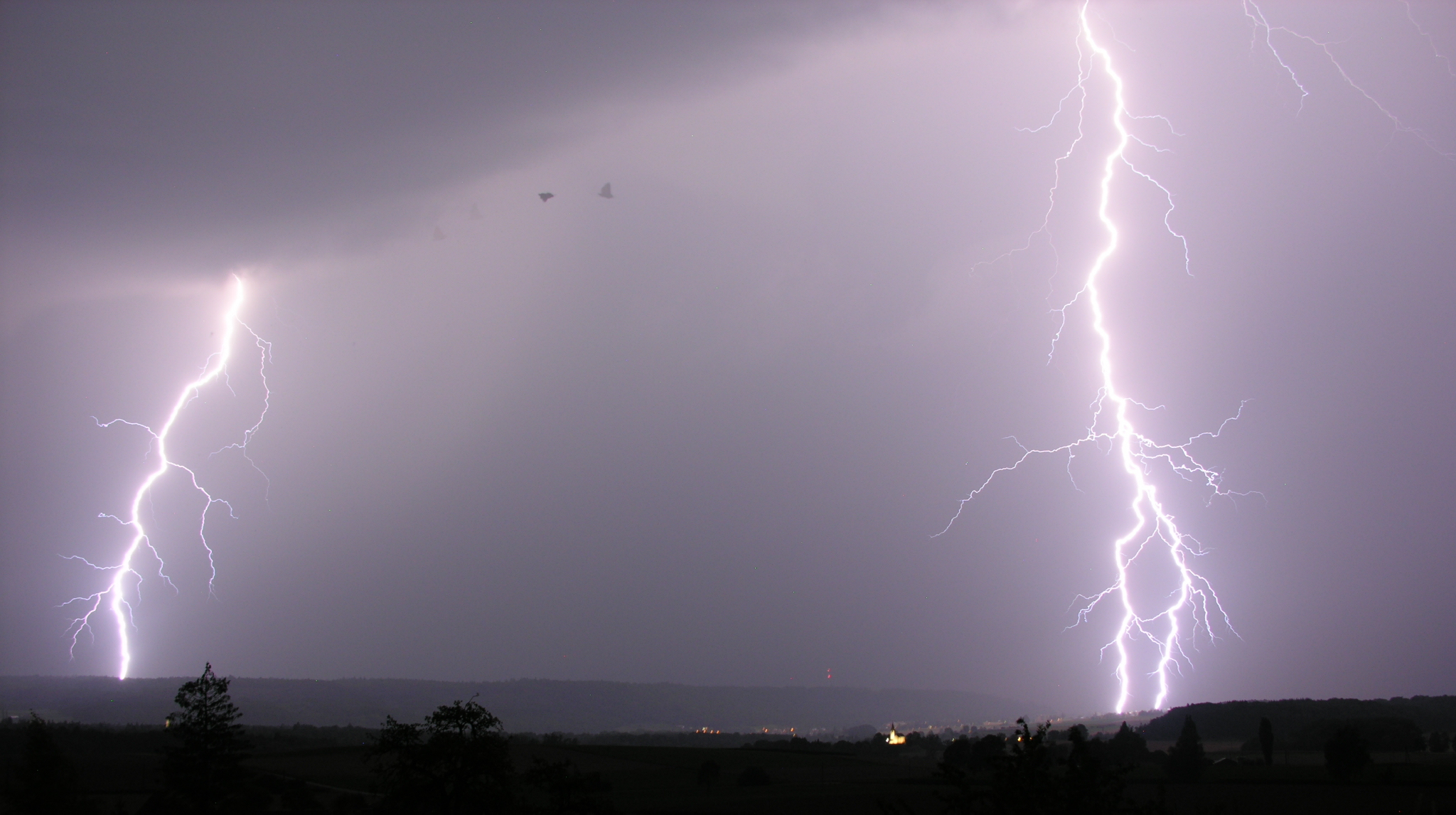
Sấm là một kết quả của tia sét, và nó đến người quan sát chậm hơn sét.

Khi tia chớp lóe lên, theo sau một khoảng thời gian là tiếng sấm, điều này rõ ràng là hệ quả của tốc độ âm thanh chậm hơn so với tốc độ ánh sáng khi truyền trong không khí từ nơi có sét đến nơi quan sát (phân biệt với tốc độ của chính tia sét khi nó hình thành từ đám mây, bằng xấp xỉ 1/3 lần tốc độ ánh sáng). Vì sự khác biệt này, người ta có thể tính toán được tia chớp cách bao xa bằng đo thời gian giữa việc nhìn thấy tia chớp lóe lên và âm thanh sấm nghe được. Tốc độ của âm thanh trong không khí khô xấp xỉ 343 m/s hay 1127 ft/s hay 768 mph (1.236 km/h) tại 20 °C (68 °F). Điều này có thể tính toán được xấp xỉ 4s trên 1 dặm (mile) (hay 3 s/km). Tốc độ ánh sáng rất cao cho nên được xem là vô cùng trong việc tính toán này vì khoảng cách ánh sáng đi được trong hiện tượng này là khá ngắn.  Đây là một phương pháp hữu ích, chỉ bằng cách đếm số giây giữa nhận thức về một tia chớp nhất định và nhận thức về tiếng sấm của nó, ta có thể sử dụng số giây để đánh giá khoảng cách của tia chớp và cơn dông để đảm bảo an toàn.

Một vệt chớp rất sáng kèm theo một tiếng sét nổ ngắn sắc gần như ngay tức thì chỉ ra rằng sét đánh ở ngay rất gần người quan sát.
Sấm sinh ra bởi sét đánh gần đã được miêu tả chi tiết đầu tiên là có những tiếng lách cách hay như tiếng vải bị xé rách, sau đó là một tiếng nổ lớn ngắn như đại bác bắn, theo sau là một tiếng sấm rền liên tục. Các âm thanh sấm ban đầu đến từ các phần kênh dẫn của tia sét, sau đó là các phần gần của vệt sét phản hồi sau khi nó được hình thành, và cuối cùng đến các phần xa hơn của vệt sét.

## Các loại sấm
Vavrek và các cộng sự báo cáo rằng các âm thanh của sấm được chia thành các loại dựa theo độ to, thời lượng và độ cao của âm. Tiếng sấm nổ (clap, crack) hay tiếng sét là các âm thanh đơn cực kỳ to và ngắn, chỉ từ 0,2 đến 2 giây và có âm vực cao hơn, đến từ các tia chớp CG đánh từ đám mây xuống đất ở khoảng cách gần. Hồi hay tràng sấm (peal) là các âm thay đổi cả về cao độ và độ to. Tiếng sấm lăn (roll) là sự kết hợp không đều giữa cường độ và cao độ âm. Tiếng sấm rền (rumble) nhỏ hơn, nhưng kéo dài hơn (lên tới trên 30 giây) và có âm vực thấp, thường đến từ các tia chớp ở xa hoặc hình thành tại các đám mây trên cao (CC và IC).
Sấm nghịch nhiệt xảy ra khi một tia sét CG hình thành giữa quá trình nghịch nhiệt. Khi đó âm thanh mà nó tạo ra mang năng lượng âm cao hơn rất nhiều so với âm ở cùng khoảng cách trong điều kiện không nghịch nhiệt. Khi nghịch nhiệt, lớp khí ở gần mặt đất lạnh hơn khối khí phía trên; nghịch nhiệt thường xảy ra khi một khối khí nóng ẩm đi qua một frông lạnh. Trong điều kiện nghịch nhiệt, sự phân tán của năng lượng âm thanh theo phương thẳng đứng (xảy ra ở điều kiện thường) bị cản trở và do đó năng lượng được tập trung ở lớp gần mặt đất.
Sét CG thường bao gồm 2 hoặc nhiều hơn các vệt sét phản hồi trở lại từ phía mặt đất lên. Các vệt thứ phát tạo ra năng lượng âm cao hơn vệt đầu.